# Fontaine du mémorial Butt-Millet

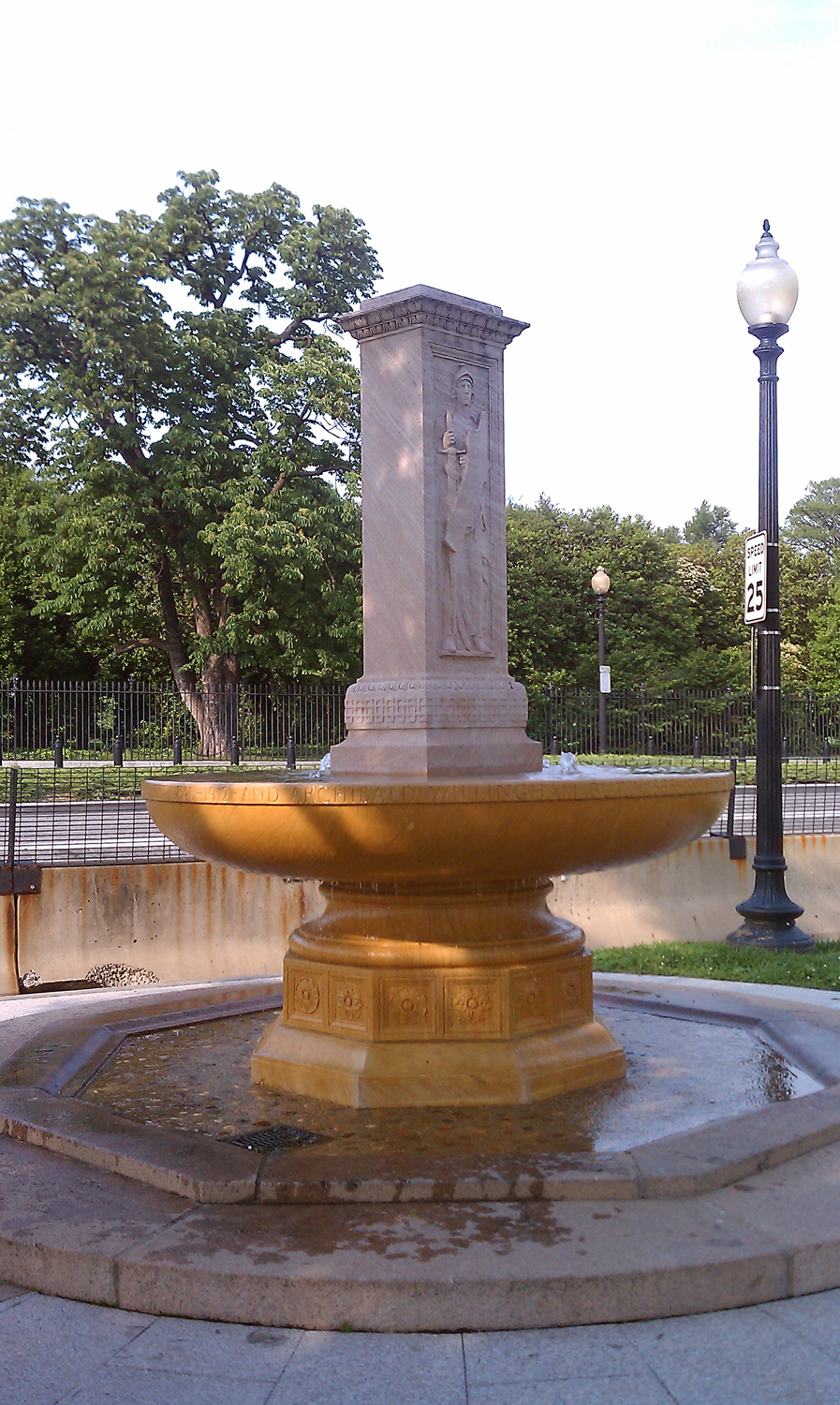
Fontaine du mémorial Butt-Millet, architecte,, sculpteur,
Daniel Chester French, 1913

La fontaine du mémorial Butt-Millet, conçue par l'architecte, Thomas Hastings (en), et réalisée par le sculpteur, 
Daniel Chester French, est située dans le parc du président à Washington, plus précisément dans la partie nord-ouest de l'Ellipse, à la jonction ouest de Ellipse Road NW et E Street NW, au sud de la Maison-Blanche,. Inaugurée en octobre 1913, elle commémore la mort d'Archibald Butt (aide militaire du président William Howard Taft) et Francis Davis Millet (journaliste et peintre, et proche ami et colocataire de Butt). Les deux hommes sont morts lors du naufrage du Titanic dans la nuit du 14 au 15 avril 1912.

## Description
D'une hauteur de 12 pieds (3,7 m), le mémorial repose sur une base de granit gris octogonale surmontée d'un large bol de marbre du Tennessee (en) brun doré et d'une colonne de granit gris au centre de la cuvette.  Deux figures en bas bas-relief sont représentées, l'une sur le côté nord et l'autre sur le côté sud de la colonne. Celle du côté nord dépeint une femme munie d'un pinceau et d'une palette représentant les beaux-arts. Celle du côté sud symbolise la valeur militaire représentée par un homme en armure et casque tenant un bouclier. Quatre globes dans le bol entourant la colonne font surgir des jets d'eau qui tombent en cascade sur le bord de la cuvette dans un bassin peu profond .